# NGC 4907
NGC 4907 је спирална галаксија у сазвежђу Береникина коса која се налази на NGC листи објеката дубоког неба.
Деклинација објекта је + 28° 9' 25" а ректасцензија 13h 0m 48,8s. Привидна величина (магнитуда) објекта NGC 4907 износи 13,6 а фотографска магнитуда 14,4. NGC 4907 је још познат и под ознакама MCG 5-31-89, CGCG 160-257, DRCG 27-205, PGC 44819.